# Bogucsani vízerőmű
A bogucsani vízerőmű (oroszul: Богучанская гидроэлектростанция, rövidítve: Богучанская ГЭС [Bogucsanszkaja GESZ]) Oroszország ázsiai részén, az Angara alsó folyásán kialakított vízerőmű-rendszer utolsó, negyedik tagja.

## Ismertetése
A vízerőmű az Angara alsó folyásán, a Krasznojarszki határterület Kezsmai járásában, Kogyinszk város közelében épült. Eredetileg a folyón lejjebb, Bogucsaninál tervezték megépíteni, de a helyszín módosítása után is megtartották ezt az elnevezést. 
A tervezés 1974-ben, a helyszíni munka 1980-ban kezdődött és évtizedekre elhúzódott. A tervezett határidőket állandóan módosították, a Szovjetunió felbomlása utáni válságos években pedig, 1994-től az építkezés szünetelt. Csak 2006-ban folytatódott és lényegében 2014-ben fejeződött be. Az első három generátor 2012 őszén kezdte meg a termelést, az utolsó, kilencedik 2014 végén. Az erőmű teljes kapacitással 2015 nyarán kezdett termelni, amikor a víztározó feltöltése befejeződött. Az egész létesítményt azonban hivatalosan csak 2017. december 21-én adták át, miután a gáton az átkelő is elkészült. 
9 darab 333 MW-os generátorával, 2997 MW összteljesítményével ez az ország ötödik legnagyobb teljesítményű vízerőműve. Éves energiatermelése 17,6 milliárd kilowattóra. Az ott termelt villamosenergia teszi lehetővé az Alsó-Angara térségének tervezett ipari fejlesztését. Legnagyobb felhasználója a RUSZAL alumíniumipari konszern tajseti és bogucsani alumíniumkohászati gyára lesz; utóbbi első részlegét már üzembe helyezték.   
A gát az Angara torkolatától (a hajózási útvonalon számítva) 445 km-re fekszik. A folyó vizét a vízerőmű-rendszer harmadik lépcsőjét képező uszty-ilimszki vízerőmű gátjáig duzzasztja vissza. A betongát magassága 96 m, hossza csaknem egy kilométer; az átkelő teljes hossza a parton folytatódó földgáttal együtt 2690 m. A gát mögött kialakított Bogucsani-víztározó hossza 375 km, norma szerinti vízszintje 208 m (tengerszint feletti magasság).